# Gelasius Dobner
Gelasius Dobner, Sch.P., řádovým jménem Gelasius a Sancta Catharina, vlastním jménem Job Felix Dobner (30. května 1719 Praha – 24. května 1790 Praha) byl český katolický kněz-piarista německého původu, osvícenský historik, propagátor kritické metody v dějepisectví, označovaný za zakladatele moderního kritického českého dějepisectví. Zpracoval kritický komentář k Hájkově Kronice české, kterým položil základy moderní kritické české historiografie.

## Život
Narodil se v malostranském domě u Fünfkirchenů do rodiny pražského truhláře Josefa Dobnera a Marie Anny, rozené Schäfflerové, jako sedmé z devíti dětí. Studoval nejprve u jezuitů a potom u piaristů. Česky se naučil až během studií. Koncem 30. let, po smrti svého otce, vstoupil do řádu, kde obdržel řádové jméno Gelasius a Sancta Catharina. Po dvou letech noviciát ukončil a stal se řeholním klerikem, nastoupil pedagogickou dráhu. Vystudoval filosofii a teologii, v letech 1744 – 1746 vyučoval na piaristickém gymnáziu v Hornu. V letech 1747 – 1749 učil ve Vídni a zároveň se věnoval studiu kanonického práva a navázal styky s císařským dvorem. Prošel postupně několika piaristickými školami v Čechách a na Moravě (například Piaristické gymnázium v Kroměříži). Zasadil se o zřízení piaristické školy v Praze, kde byl povolen stejný počet českých a německých tříd, a roku 1752 byl postaven do jejího čela. Pro školu koupil z vlastních úspor dům v Celetné ulici. Zároveň působil jako prokurátor celé provincie. Jako vychovatel syna knížete Jiřího Mansfelda získal přístup do šlechtických archivů a mohl se věnovat historickému bádání. Studium dějin bylo jeho dlouholetou zálibou, sestavoval slovník učenců působících v Čechách a historiografický slovník. Pod patronací pražského světícího biskupa Václava Vokouna získal možnost studia historických pramenů v pražských církevních knihovnách. Na jeho radu Dobner začal zpracovávat kritický přehled českých dějin od nejstaršího období. Ve svém prvním spise se zabýval otázkou pravosti Kristiánovy legendy o svatém Václavu. Svá díla psal latinsky, ale ač byl německého původu, sám se pokládal za Čecha.
Proslulost si však získal až kritickým rozborem připraveného vydání Hájkovy Kroniky české (Annales Hageciani), na kterém začal pracovat v roce 1757. Jeho názory byly mnohdy zdrojem polemických reakcí. Přes nepřízeň domácích „kolegů“, kteří trvali na věrohodnosti Hájkovy kroniky, stalo se Dobnerovo dílo základem moderní české historiografie a sám autor se dočkal mnoha ocenění v rámci řádu i mimo něj (v roce 1772 od Marie Terezie obdržel roční penzi 300 zlatých a darem mnoho vzácných knih).
Při práci nad Hájkovou kronikou v různých šlechtických či církevních archivech opsal mnoho dosud neznámých pramenů, které vydal roku 1764 v edici Monumenta historica Bohemiae. Kromě tří dílů Annales Hageciani se věnoval otázkám rozsahu Velkomoravské říše, původu cyrilice a hlaholice, staroslovanské bohoslužby v Českých zemích, otázkám vztahu českého státu k říši a podobně. Značná část jeho prací věnovaných listinnému materiálu českého a moravského původu a životopisy některých význačných českých dějepisců a kronikářů zůstaly v rukopise. Podporu při získávání pramenů Dobnerovi poskytl litoměřický biskup hrabě Emanuel Arnošt z Valdštejna, který také zajistil vydání prvního dílu Monumentů.
Kromě své badatelské činnosti byl ředitelem piaristických škol a správcem nové koleje v ulici Na příkopech. Jeho zásluhou se novoměstské piaristické gymnázium v Panské ulici stalo jedním z nejlepších vzdělávacích ústavů v českých zemích. Vyučovaly se zde nejen klasické předměty pro přípravu na studium filozofie ale také praktické činnosti pro uplatnění v hospodářském a politickém životě. V čele piaristického gymnázia stál Dobner celkem 15 let (1763–1778) jako jeho rektor. V těchto letech vedl řádovou piaristickou kroniku, v níž popsal i počátky založení pražské koleje. Poté se věnoval výhradně vědecké práci.
Na konci roku 1787 vážně onemocněl a v roce 1790 zemřel.

## Odkaz
Dobner byl prvním českým moderním historikem, který stavěl na kritické metodě zkoumání písemných pramenů a odmítal neprověřené fabulace a výmysly, jež v té době často historickou práci provázely. Díky němu a jeho dílu byla česká historická věda ušetřena množství omylů a jejich napravování ve vrcholné vlastenecké éře, kdy se národní dějiny staly předmětem politizace. Od sedmdesátých let byl jako evropsky proslulý historik považován v pražské kultuře za jednu z jejích nejpřednějších osobností. Byl členem soukromé učené společnosti od počátku její existence, později přešel do Královské české společnosti. Stýkal se zde s nejpřednějšími osobami našeho osvícenství, zejména s Ignácem Bornem.
Jeho práce byla později zastíněna osobnostmi českého obrození, z nichž ovšem většina na něj navazovala. Málo přející vztah Čechů k duchovním v 19. a 20. století přivedl jeho jméno takřka na práh zapomnění.

## Dílo

### Spisy
- Monumenta Bohemiae historica nusquam antehac edita – od roku 1764 do roku 1785 vyšlo šest svazků obsahujících dosud nevydané prameny české historie
- Wenceslai Hagek a Liboczan Annales Bohemorum – 6 svazků, které vyšly mezi léty 1761 - 1782. Kriticky komentovaná edice latinského překladu Kroniky české Václava Hájka z Libočan, sedmý svazek zůstal v rukopise
- Epistola apologetica adversus Luciferum urentem, non lucentem – Dobnerova reakce na kritiku V.P.Duchovského.[7]Vysvětluje metodické zásady své práce a odmítá nařčení z nevlastenectví

### Osm pravidel kritického dějepisectví
Dobner zformuloval následující pravidla kritického dějepisectví:
1. Pověst ustupuje před rozmyslem, bádáním a pravdou.
2. Při pochybách a nejistotách se má následovat to, co je nejpravděpodobnější.
3. Při protimluvech soudobých spisovatelů se dává přednost tomu, kdo byl blíže místu, osobě a ději a jehož pověst u potomků je nejvíce bezúhonná.
4. Podezřelé je z víry, cokoli v lidských záležitostech je na lidskou důvěru.
5. Dějiny se nejsprávněji polepšují z původních listin a z veřejných památek.
6. Rozmysl se má především řídit chronologií a jejími hlavními zásadami.
7. Svědectví jediného soudného nebo málo pozdějšího dějepisce má více jistoty než setniny pozdějších.
8. Nedbá se toho, cokoli se později hlásá bez starších svědectví.

## Zajímavost
Jméno Dobnerovo bylo umístěno pod okny Národního muzea v Praze spolu s mnoha dalšími, viz Dvaasedmdesát jmen české historie.
V roce 2019 Ministerstvo průmyslu a obchodu České republiky vydalo příležitostnou poštovní známku s Dobnerovým portrétem.